# منطقة تيرانا
منطقة تيرانا (بالألبانية:  Rrethi i Tiranës) هي واحدة من 36 منطقة تقع في ألبانيا وهي جزء من مقاطعة تيرانا. يقدر عدد سكانها بـ 888,949 نسمة ومساحتها 1,238 كم2 .